# Ham-en-Artois
Ham-en-Artois ist eine französische Gemeinde mit 947 Einwohnern (Stand: 1. Januar 2022) im Département Pas-de-Calais in der Region Hauts-de-France. Sie gehört zum Arrondissement Béthune und zum Kanton Lillers. 

## Geographie
Die Gemeinde Ham-en-Artois liegt im Nordosten des Artois, etwa 13 Kilometer westnordwestlich von Béthune. Umgeben wird Ham-en-Artois von den Nachbargemeinden Isbergues im Norden, Guarbecque im Nordosten, Busnes im Osten, Lillers im Süden, Bourecq im Südwesten und Westen sowie Norrent-Fontes im Westen.

## Bevölkerungsentwicklung
| Jahr                       | 1962 | 1968 | 1975 | 1982 | 1990 | 1999 | 2006 | 2013 | 2022 |
| Einwohner                  | 856  | 863  | 890  | 1005 | 1032 | 989  | 971  | 1016 | 947  |
| Quellen: Cassini und INSEE |      |      |      |      |      |      |      |      |      |

## Sehenswürdigkeiten
- ehemaliges Kloster und Kirche Saint-Sauveur aus dem 12. Jahrhundert, früheres Kloster (aus dem 11. Jahrhundert), seit 1912 Monument historique

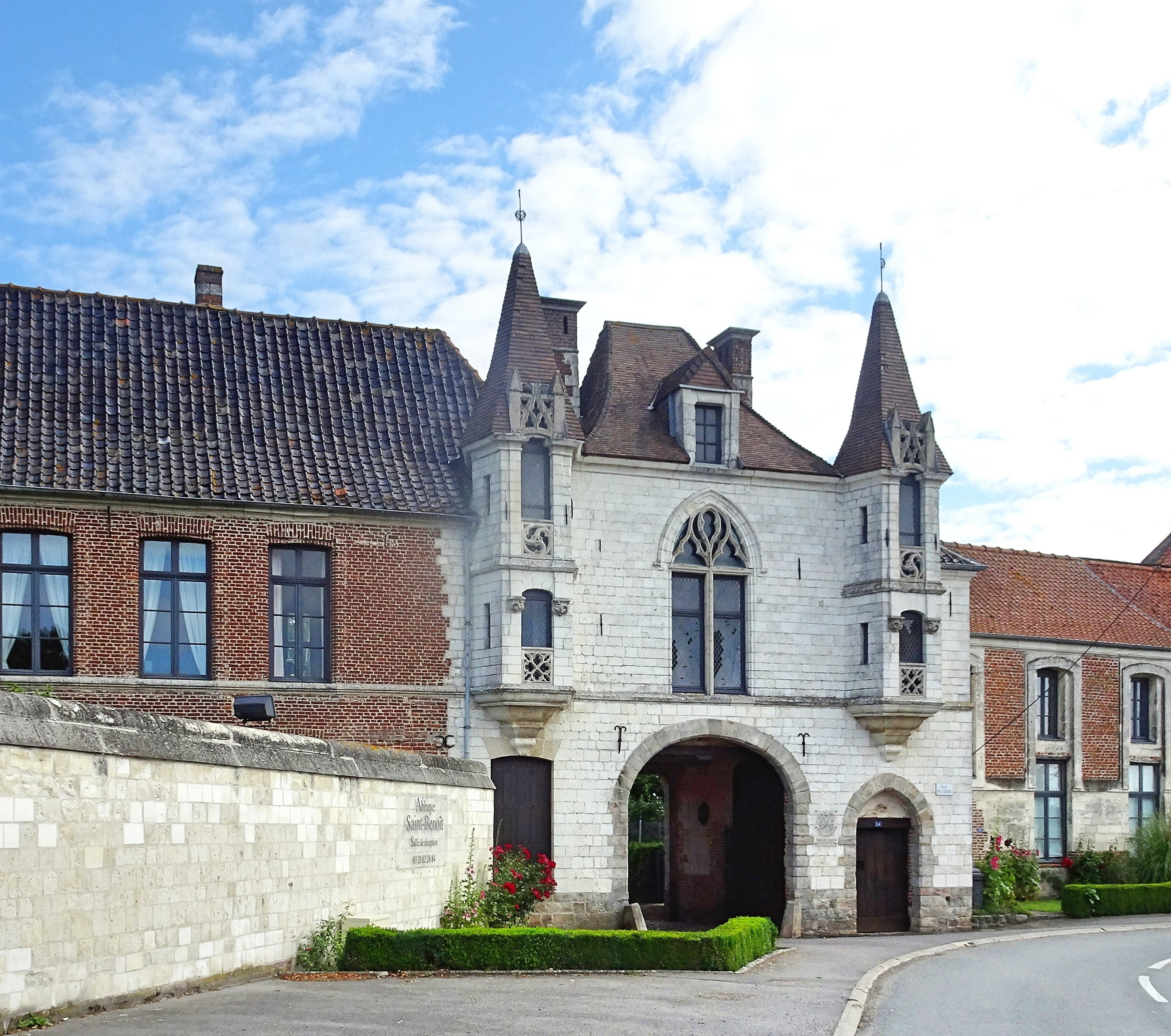
Ehemaliges Kloster Saint-Sauveur
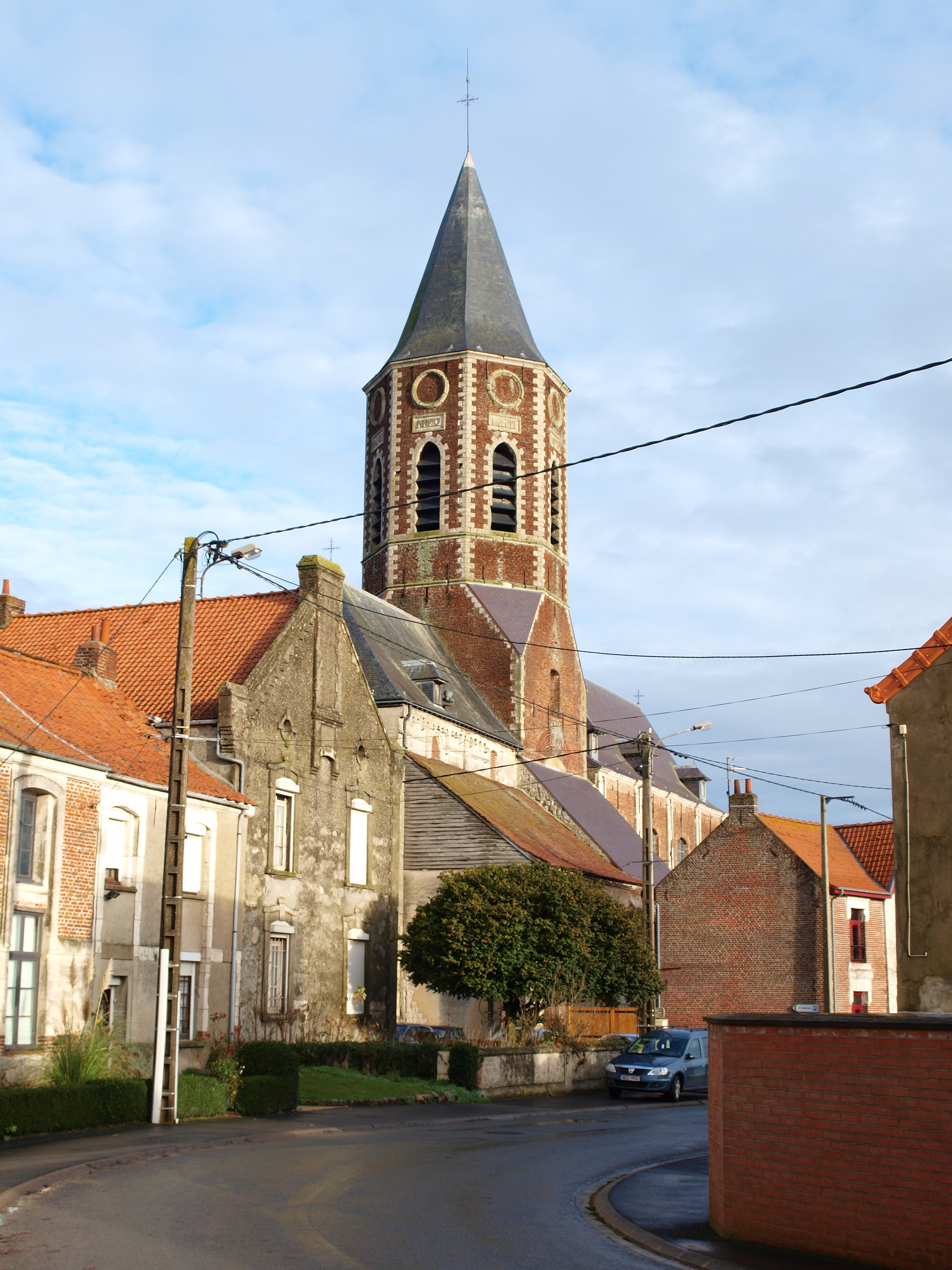
Kirche Saint-Sauveur mit dem früheren Klostertor
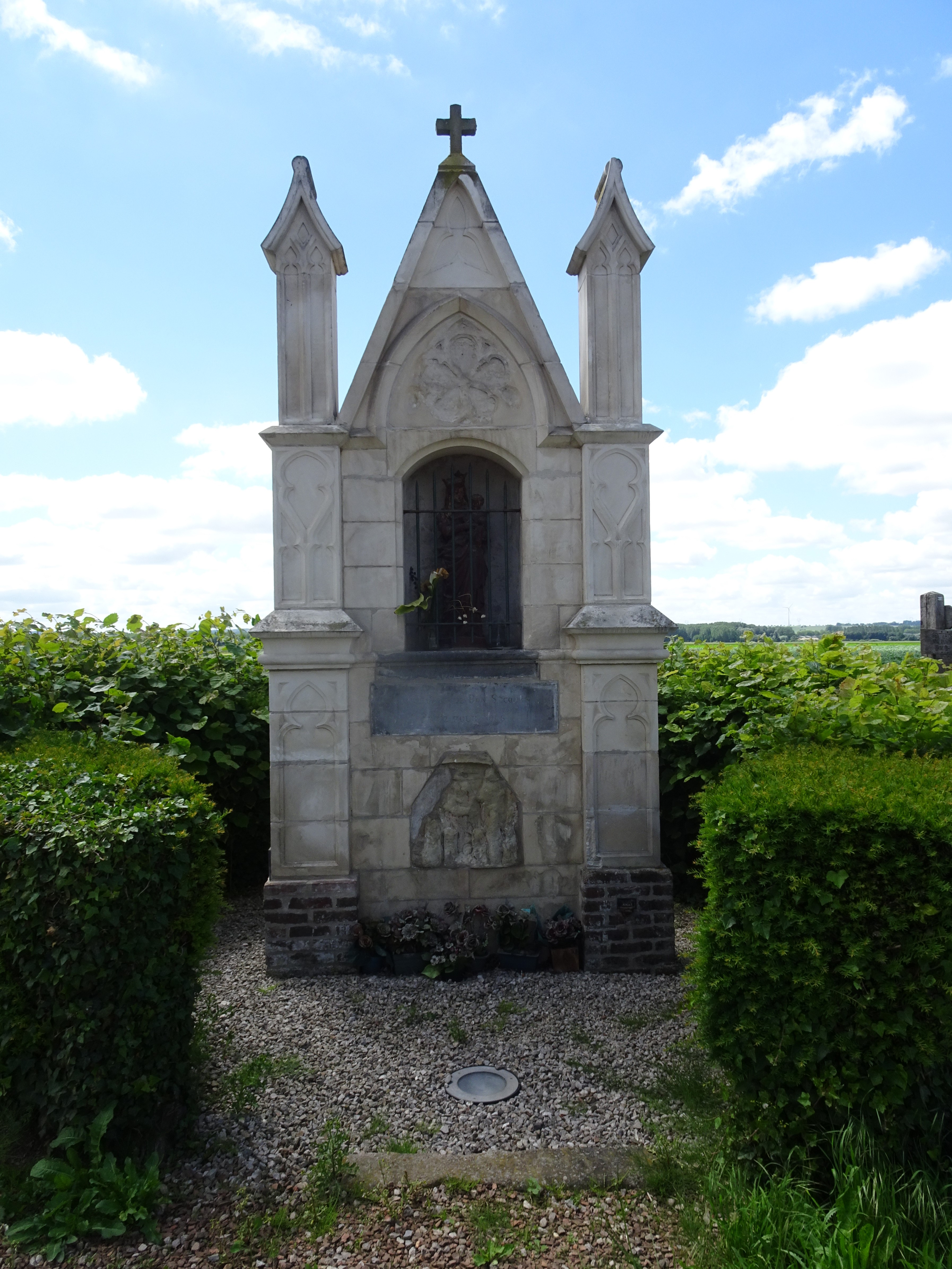
Kapelle Notre-Dame-de-Bon-Secours
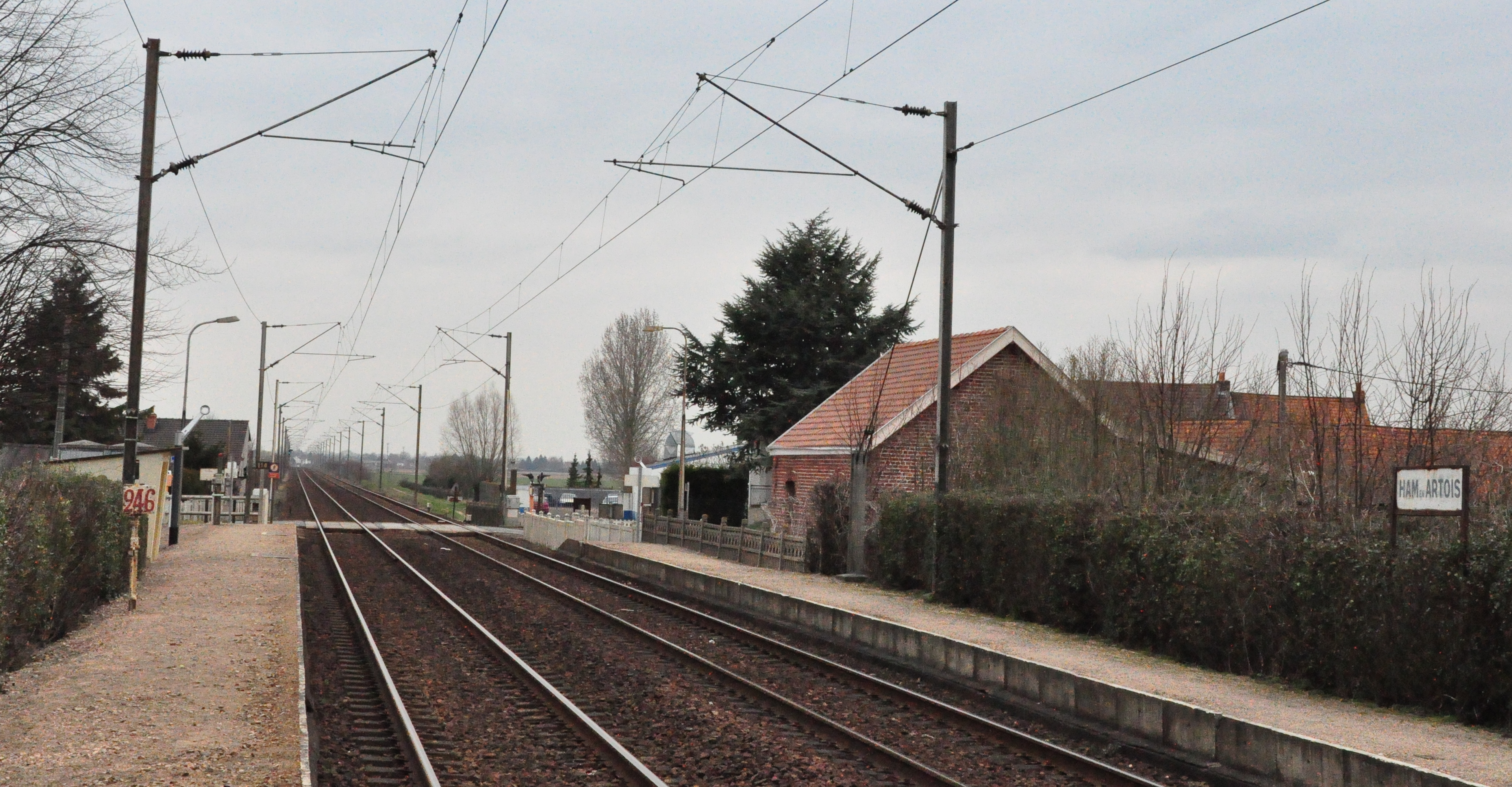
Bahnhaltepunkt Ham-en-Artois